# Ponte Chiodo
Il ponte Chiodo è un ponte di Venezia, situato nel sestiere di Cannaregio sul Rio di San Felice.
Deve il suo nome alla nobile famiglia Chiodo che lo possedeva e si contraddistingue per l'assenza del parapetto.